# شعبين (القبيطة)

تعديل مصدري - تعديل

شعبين هي إحدى قرى عزلة كرش بمديرية القبيطة التابعة لمحافظة لحج، بلغ تعداد سكانها 113 نسمة حسب تعداد اليمن لعام 2004.